# STS-94
STS-94 est la vingt-troisième mission de la navette spatiale Columbia.

## Équipage
L'équipage est le même que lors de la mission STS-83.
- Commandant : James D. Halsell (4)  États-Unis
- Pilote : Susan L. Still (2)  États-Unis
- Spécialiste de mission : Janice E. Voss (4)  États-Unis
- Spécialiste de mission : Donald A. Thomas (4)  États-Unis
- Spécialiste de mission : Michael L. Gernhardt (3)  États-Unis
- Spécialiste de la charge utile : Roger Crouch (2)  États-Unis
- Spécialiste de la charge utile : Greg Linteris (2)  États-Unis

Le chiffre entre parenthèses indique le nombre de vols spatiaux effectués par l'astronaute au moment de la mission.

## Paramètres de la mission
- Masse :
  - Navette au décollage : 117 802 kg
  - Navette à vide : ? kg
  - Chargement module Spacelab MSL-1: 10 169 kg
- Périgée : 296 km
- Apogée : 300 km
- Inclinaison : 28,5°
- Période : 90,5 min

## Objectifs
L'objectif de la mission est la suite et reprise de la mission STS-83, qui avait eu un problème avec sa pile à combustible, et qui était une mission Spacelab.